# Cnidium silaifolium
Cnidium silaifolium là một loài thực vật có hoa trong họ Hoa tán. Loài này được (Jacq.) Simonk. mô tả khoa học đầu tiên năm 1887.

## Hình ảnh

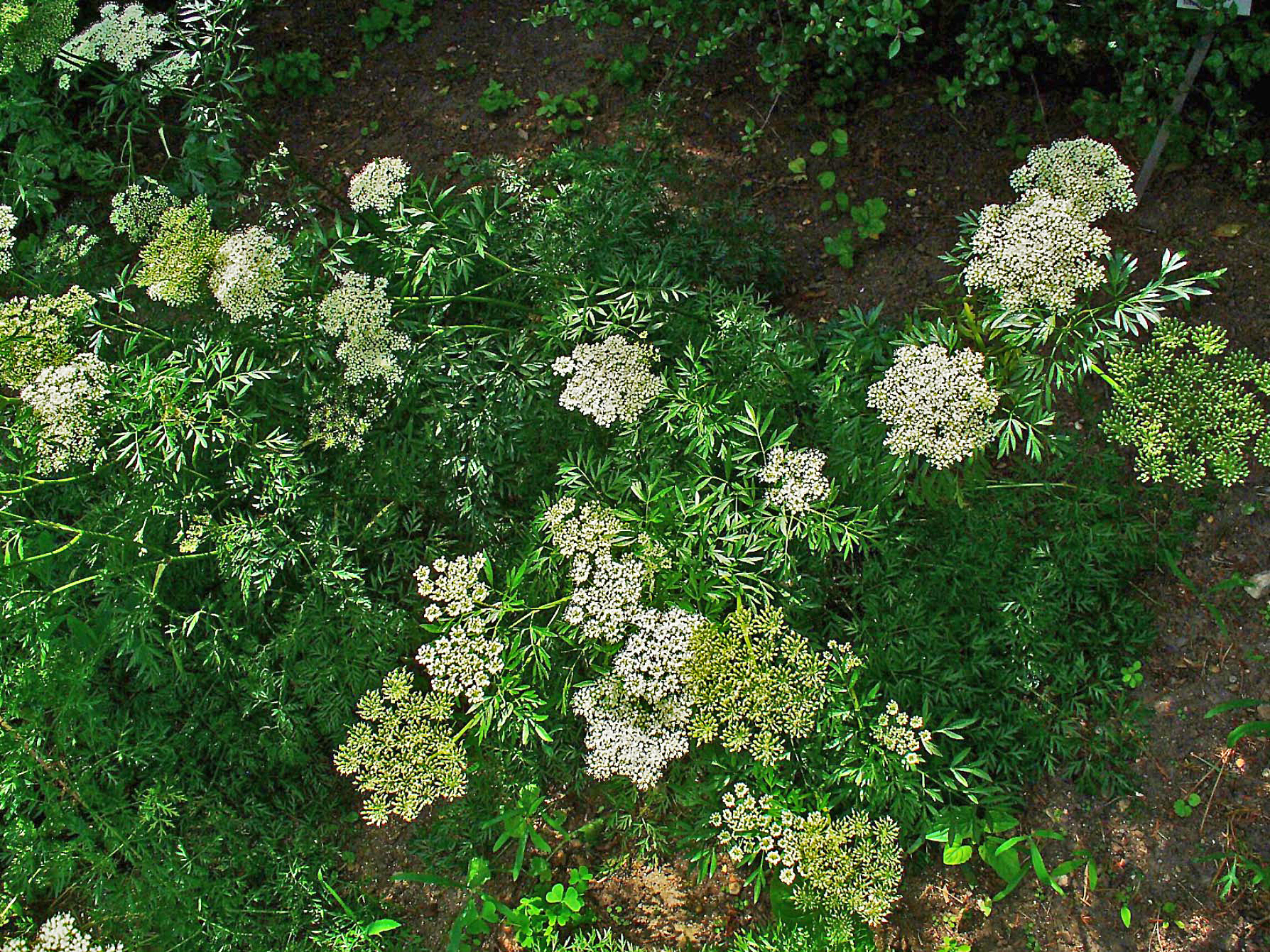
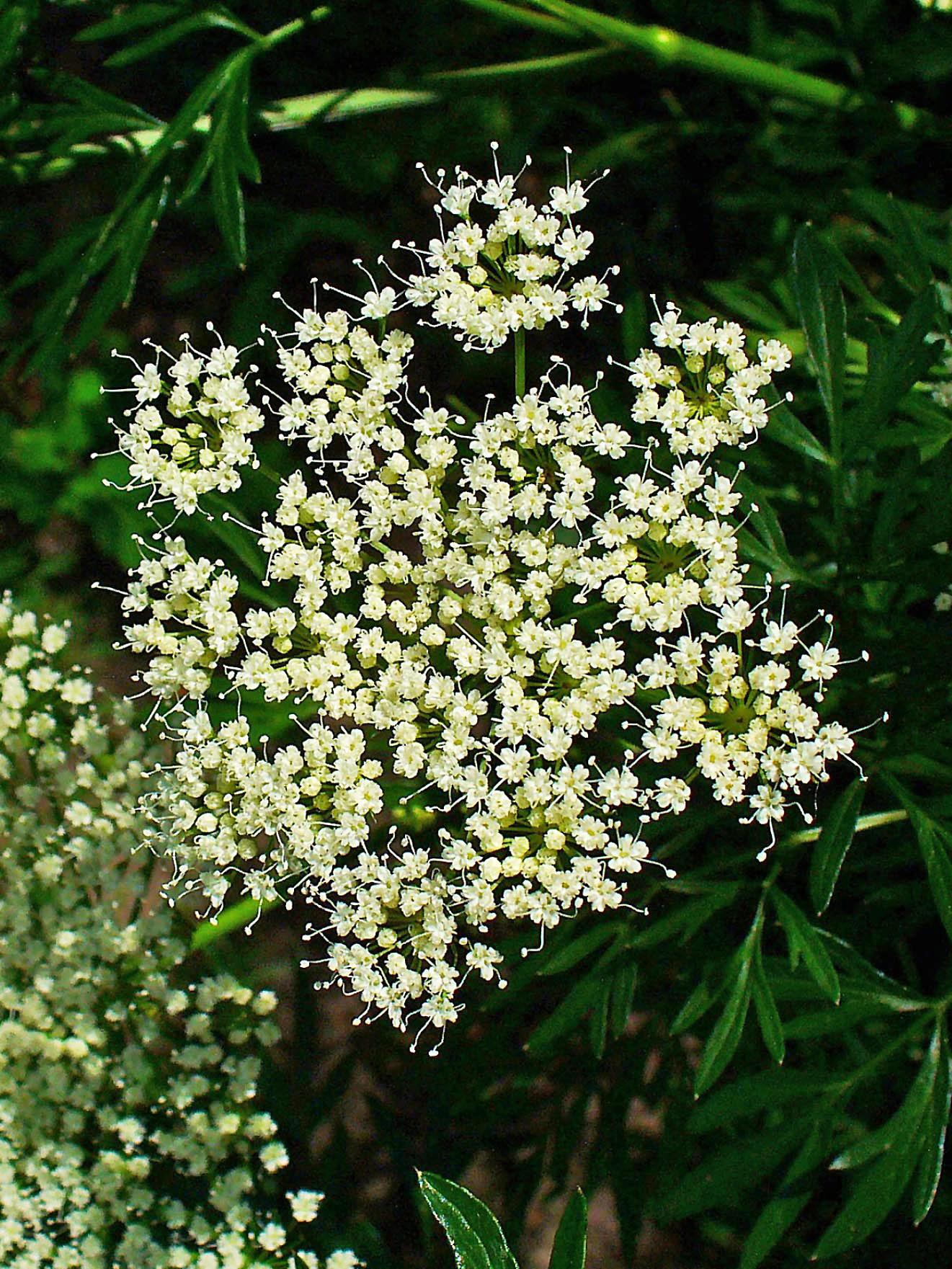
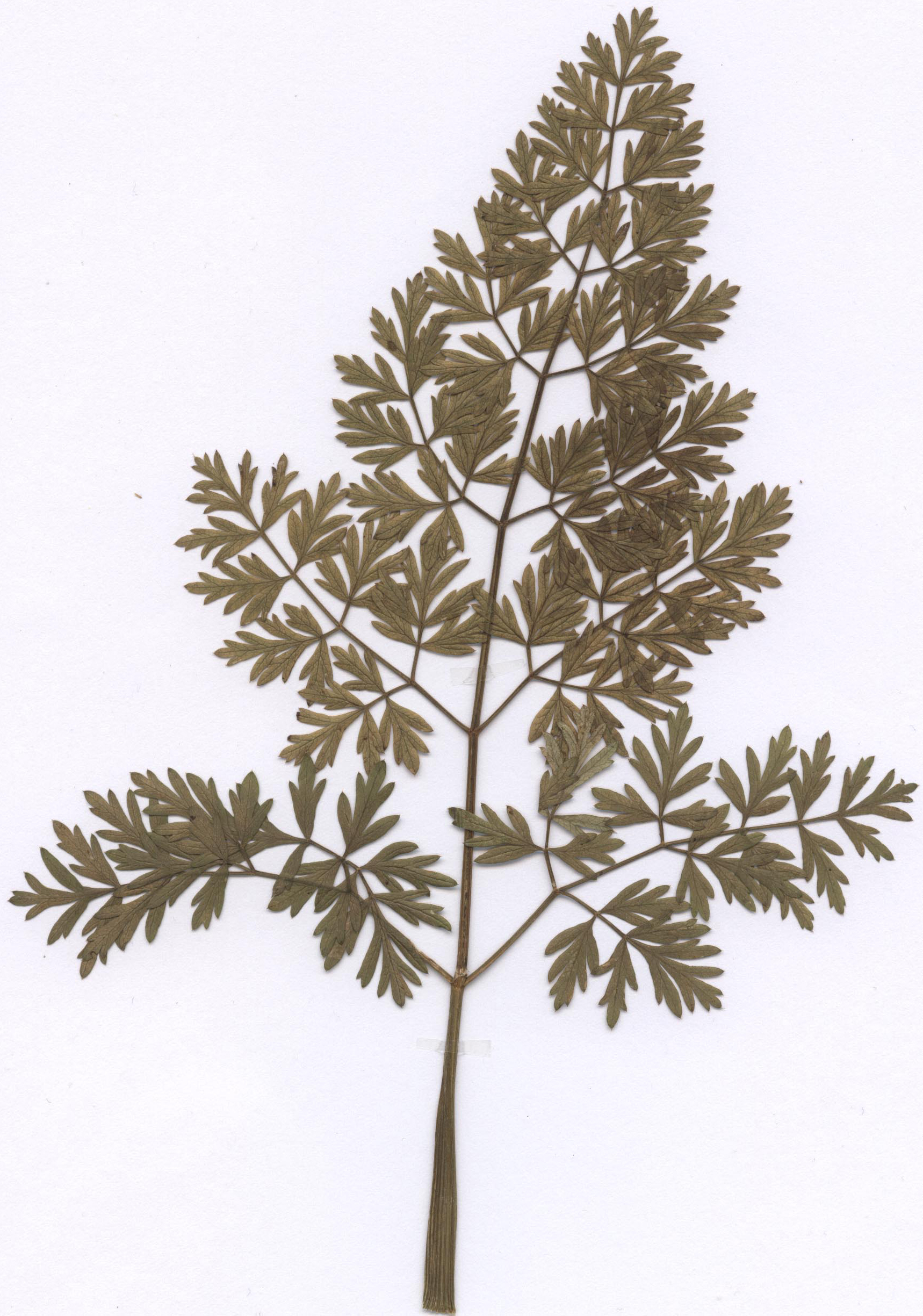
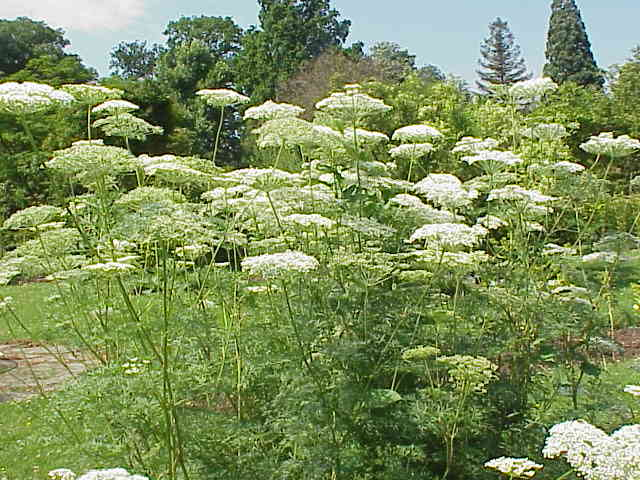